# Stanley Okoro
Stanley Osaretin Okoro (Enugu, Nigeria, 8 de diciembre de 1992), más conocido como Stanley Okoro, es un futbolista nigeriano. Actualmente juega en el Abia Warriors FC de la Liga Premier de Nigeria.

## Trayectoria
Empezó jugando al fútbol en el National Grammar School Nike in Enugu y después fichó por el River Lane FC. Después de dos años, fichó por el Heartland F.C. de Owerri en febrero de 2008. En la liga local de Nigeria era conocido como el "pequeño Messi".
En 2010 firma con la UD Almería. Era seguido por varios clubes europeos, pero, finalmente, el Almería se llevó la palma.
En 2016 culmina su paso por el fútbol europeo y vuelve a Nigeria para fichar por el Abia Warriors FC.

## Selección nacional
Okoro jugó con su selección sub-17 en la Copa Mundial de Fútbol Sub-17 de 2009. Jugó su primer partido en el torneo contra la selección de fútbol de Alemania y marcó el primer gol de penal en el minuto 54'. Hizo su debut con la selección de fútbol de Nigeria el 5 de septiembre de 2010 contra la selección de fútbol de Madagascar en sustitución de Michael Eneramo.

## Clubes
| Club                 | País     | Año               |
| -------------------- | -------- | ----------------- |
| River Lane FC        | Nigeria  | 2005 - 2008       |
| Heartland F.C.       | Nigeria  | 2008 - 2010       |
| UD Almería B         | España   | 2010 - 2013       |
| Cherno More (Cedido) | Bulgaria | 2013 - 2014       |
| UD Almería B         | España   | 2014 - 2015       |
| CD Badajoz           | España   | 2015              |
| Abia Warriors FC     | Nigeria  | 2016 - Actualidad |